# 가미쓰에촌
가미쓰에촌(上津江村)은 일본 오이타현 서부 히타군 서북부에 위치했던 촌이다.
2005년 3월 22일에 마에쓰에촌, 나카쓰에촌, 오야마정, 아마가세정과 편입합병해, 행정자치체로서는 소멸하였다.

## 교통

### 공항
가장 가까운 공항은 구마모토 공항이다.

### 철도
촌을 통과하는 철도 노선은 없다. 가장 가까운 역은 규다이 본선 히타히코산 선 히다역 또는 분고미요시역이다.

### 도로

#### 일반 국도
- 국도 387호선

#### 현도
주요 지방도
- 오이타 현도・구마모토 현도 12호 텐세아소선

일반 현도
- 오이타 현도 134호 미나미오구니 가미츠에선
- 오이타현도 137호 우에노다 쿠로부치선
- 오이타현도 711호 아제 우에노다선
- 오이타현도 712호 가와하라 우에노다선